# 새끼곰의 미소
《새끼곰의 미소》는 2006년 4월 1일에 MBC에서 방영한 베스트극장이다. 2005년 극본공모 가작 당선 작품이다.

## 등장 인물

### 주요 인물
- 안선영 : 고정란(31세) 역 - 소아과 간호사
- 김유정 : 문아영(6세) 역 - 동하의 딸, 입양아
- 전현 : 문동하(38세) 역 - 정란의 남편, 광고회사 부장

### 그 외 인물
- 김지영 : 친정엄마 역
- 유형관 : 경찰 역
- 영재욱 : 처남 역
- 주부진 : 장모 역
- 이영희 : 횟집 친척 역
- 변신호 : 기차 안 노부인 역
- 금준희 : 종업원 역
- 구혜령 : 아이 엄마 역
- 김대성 : 소아과 원장 역
- 최송아 : 응급실 간호사 역